# Paris 2030
Paris 2030 je název výzkumného programu, založeného v roce 2004 městem Paříží. Jeho náplň byla upřesněna v roce 2011. Program každoročně financuje vybrané projekty s realizací v horizontu roku 2030. Program je otevřen výzkumníkům, jichž práce přispívají k rozšíření znalostí o Paříži a pomáhají tak nastínit vývoj metropole v následujících letech. Město od těchto projektů a studií očekává výzkumné analýzy, které srovnávají a vysvětlují sociální rozmanitost města, jeho architektonický, ekonomický, turistický, politický či kulturní vývoj, jeho biodiverzitu, dějiny a jeho proměny. Do roku 2015 tak bylo financováno přes 60 výzkumných projektů vztahujících se k rozvoji města v budoucnu.

## Výběr z podpořených témat
- Architektura a městská forma. Městské stezky a spojení pro pohyb v Paříži.
- Rozvoj uznávající místní energetické zdroje.
- Dynamika víceúrovňových sítí v pařížském klasteru biotechnologií.
- 30 let v roce 2030. Jaká jsou místa pro děti ve městě zítřka? Srovnávací perspektovy (Paříž a San Francisco).
- Neděle v Paříži roku 2030? Výzkum městských rytmů.
- Život v Paříži 2030 s Alzheimerem.
- Změřit Paříž.
- Pružnost Paříže při povodňovém ohrožení.
- Soukromé prostory: klíčové prvky otázky biodiverzity v Paříži?